# Fluoronium
Fluoronium je označení kationtu se vzorcem H2F+. Jedná se o jeden z kationtů tvořících kyselinu fluoroantimoničnou. Podařilo se určit strukturu soli s aniontem Sb2F -
11 .
Fluoroniový kation je izoelektronický s molekulou vody a azanidovým aniontem (NH -
2 ).